# 华夏上证50ETF
上证50交易型开放式指数证券投资基金（沪市：510050；简称：50ETF，扩位简称：上证50ETF；通称“华夏上证50ETF”），是中国内地證券市場的第一个交易所交易基金（Exchange Traded Funds），在上海证券交易所上市交易。上证50ETF基金于2004年12月30日由华夏基金管理公司发起成立同时也是基金管理人，銀河證券和国泰君安证券为主协调人。上证50ETF基金在2005年2月4日完成建倉。上证50ETF是一只完全复制上证50指数的指数基金，与上证50指数包涵的成份股票相同，每只股票的数量与该指数的成份股构成比例一致，上证50ETF交易价格取决于它拥有的一篮子股票的价值，即“单位基金资产净值”。